# Fred Grandy
Fredrick Lawrence Grandy, dit Fred Grandy, est un acteur et homme politique américain né le 29 juin 1948 à Sioux City en Iowa.

## Biographie

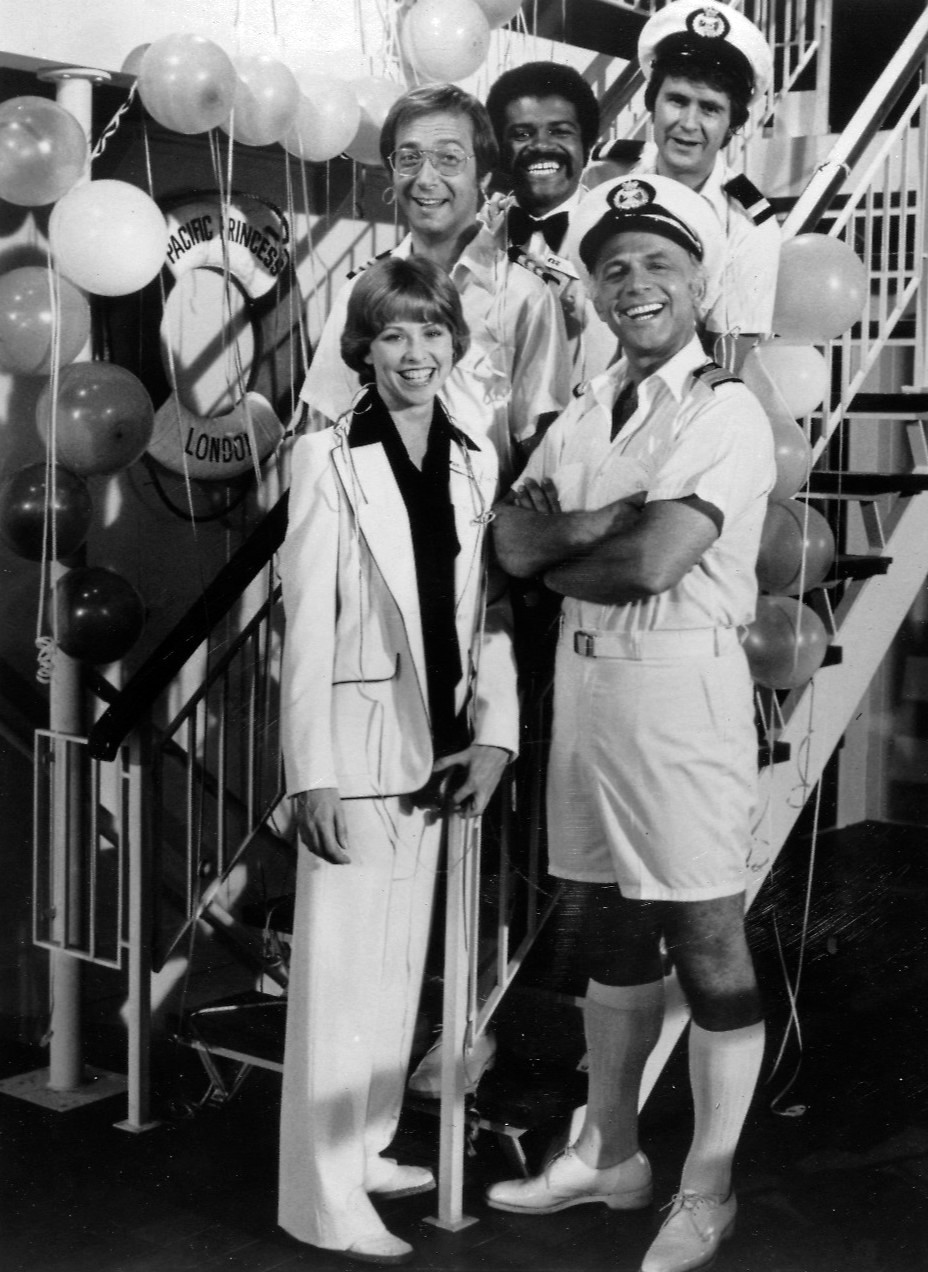
Fred Grandy est en haut à droite.

Fred Grandy est surtout connu pour avoir interprété le rôle de Burl « Gopher » Smith dans la série La croisière s'amuse de 1977 à 1987.
Il poursuit ensuite une carrière politique au sein du Parti républicain en étant élu quatre fois de suite à la Chambre des représentants des États-Unis pour l'Iowa (1987-1995).